# The Wheel (EP)
The Wheel è il primo EP del cantante britannico Sohn, pubblicato il 5 novembre 2012 dalla Aesop.

## Descrizione
Anticipato dal singolo omonimo, si tratta della prima pubblicazione dell'artista dopo aver assunto lo pseudonimo Sohn. Le tracce The Prestige e Red Lines sono state entrambe edite come singoli nel 2017, dopo la firma del cantante con 4AD.

## Tracce
1. The Wheel – 3:53
2. The Prestige – 4:48
3. Red Lines – 3:56

Tracce bonus nell'edizione digitale
1. The Wheel (A Capella) – 3:22